# Черен тъкач на Максуел
Черен тъкач на Максуел (Ploceus albinucha) е вид птица от семейство Ploceidae.

## Разпространение
Видът е разпространен в Габон, Гана, Гвинея, Екваториална Гвинея, Камерун, Република Конго, Демократична република Конго, Кот д'Ивоар, Либерия, Нигерия, Сиера Леоне, Уганда и Централноафриканската република.